# Chang-Sat Bangkok Open 2013
Il Chang-Sat Bangkok Open 2013 è stato un torneo di tennis facente parte della categoria ATP Challenger Tour nell'ambito dell'ATP Challenger Tour 2013. È stata la 5ª edizione del torneo che si è giocata a Bangkok in Thailandia dal 26 agosto al 1º settembre 2013 su campi in cemento e aveva un montepremi di $50,000.

## Partecipanti singolare

### Teste di serie
| Nazionalità   | Giocatore         | Ranking* | Testa di serie |
| ------------- | ----------------- | -------- | -------------- |
| Slovenia      | Blaž Kavčič       | 125      | 1              |
| Australia     | Matthew Ebden     | 127      | 2              |
| Taipei cinese | Jimmy Wang        | 139      | 3              |
| Giappone      | Yūichi Sugita     | 148      | 4              |
| Giappone      | Hiroki Moriya     | 181      | 5              |
| Australia     | Matt Reid         | 212      | 6              |
| Ungheria      | Márton Fucsovics  | 233      | 7              |
| Australia     | Benjamin Mitchell | 260      | 8              |

- Ranking al 20 agosto 2013.

### Altri partecipanti
Giocatori che hanno ricevuto una wild card:
- Phassawit Burapharitta
- Chayanon Kaewsuto
- Warit Sornbutnark
- Kittipong Wachiramanowong

Giocatori che sono passati dalle qualificazioni:
- Tyler Hochwalt
- Temur Ismailov
- Karunuday Singh
- Wishaya Trongcharoenchaiku
- Punn Bodhidatta (lucky loser)
- Sanjar Fayziev (lucky loser)

## Vincitori

### Singolare
Blaž Kavčič ha battuto in finale  Jeong Suk-Young con il punteggio di 6–3, 6–1

### Doppio
Chen Ti /  Huang Liang-Chi hanno battuto in finale  Jeong Suk-Young /  Nam Ji Sung con il punteggio di 6–3, 6–2